# Sunyani Municipal District

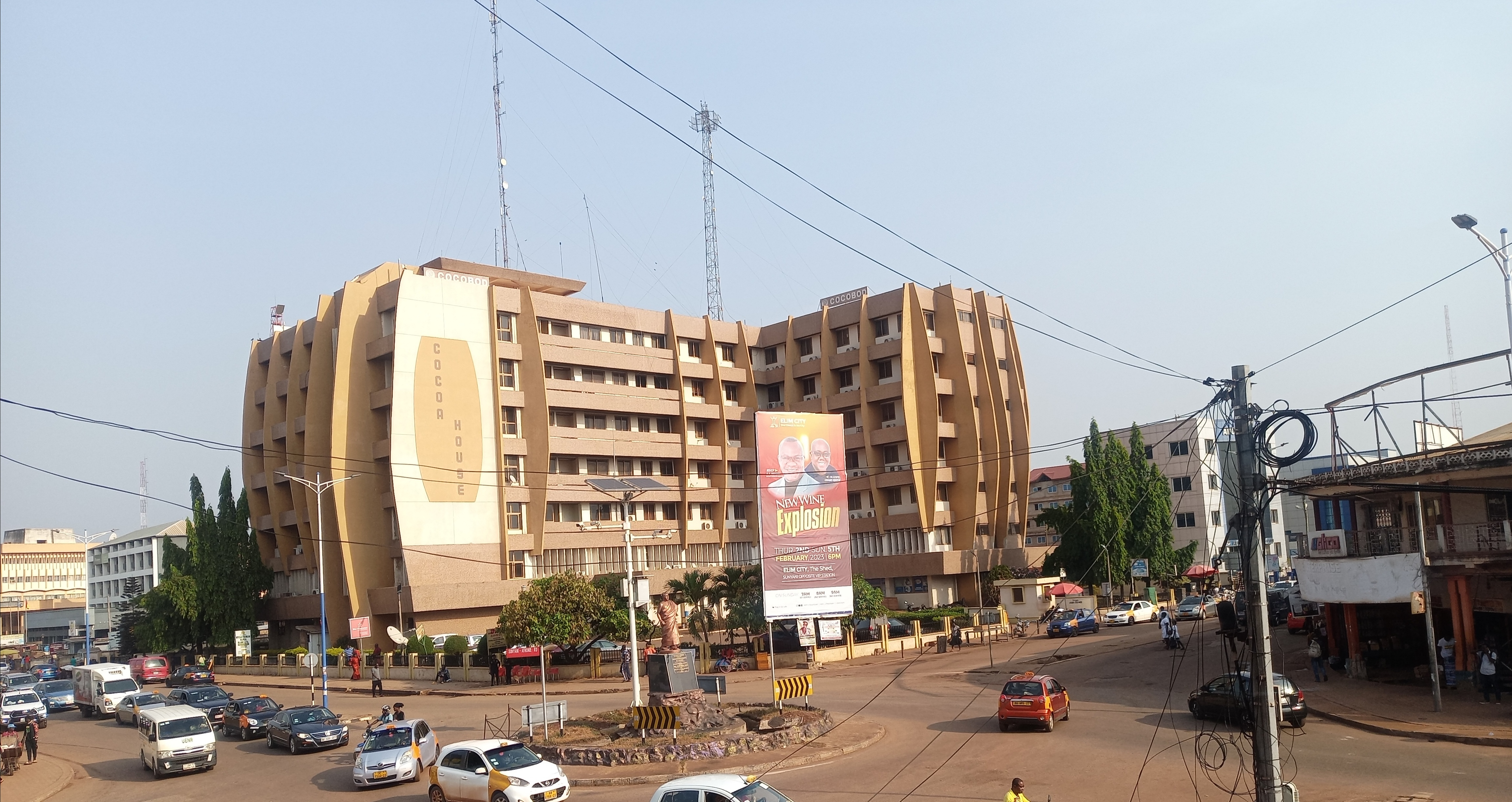
Cocoa House im Zentrum von Sunyani (2023)

Der Sunyani Municipal District ist ein Distrikt in Ghana. Er ist im Zentrum Ghanas in der Bono Region gelegen und grenzt an die Distrikte Tain, Wenchi, Berekum und Dormaa East in der Bono Region sowie an Asutifi North und Tano North in der Ahafo Region. Chief Executiv des 1289 km² großen Distrikts mit 170.731 Einwohnern ist Kwame Twumasi Awuh.

## Geographie
Im Südosten der Bono Region gelegen, weist der Distrikt einen insgesamt städtische Struktur auf. Die Temperatur liegt zwischen 23 und 33 °C, der Distrikt liegt in der Semi-Feuchtzone und hat zwei Regenzeiten zwischen April bis Julie und zwischen September und Oktober. Im Jahresdurchschnitt fallen auf einen Quadratmeter 945,69 mm Regen; das Gebiet ist damit im nationalen Vergleich mit eher mittleren Niederschlagsmengen ausgestattet.
Im Süden wächst Feuchtwald, im nördlichen Bereich des Distriktes ist das Land mit Buschsavanne bewachsen.

## Wahlkreise
Im Distrikt Sunyani sind zwei Wahlkreise eingerichtet worden. Im Wahlkreis Sunyani East errang einer der bekanntesten Politiker Ghanas, Joseph Henry Mensah, den Wahlkreis für die Partei New Patriotic Party (NPP) bei den Parlamentswahlen 2004 den Sitz im ghanaischen Parlament. Mensah ist als Senior Minister Berater des Präsidenten. Im Wahlkreis Sunyani West errang Kwadwo Adjei-Darko ebenfalls von der NPP den Sitz im Parlament. 

## Wichtige Ortschaften
| - Sunyani - Nsuatre - Chiraa - Odomase - Abesim - Fiapre - New Dormaa | - S. Liberation Barracks - Atronie - Asuakwaa - Kotokrom - Dumasua - Kwatire | - Yawhimakrom - Adantia - Tanom - Nwawansua - Kobedi - Ahyiayem - Asukwaa |